# De Plaspoelpolder
Het waterschap Plaspoelpolder was een waterschap in de gemeente Rijswijk, in de Nederlandse provincie Zuid-Holland.
Het Waterschap Delfland was verantwoordelijk voor de drooglegging en de waterhuishouding in de polders. Plaspoelmolen bemaalde vroeger de Plaspoelpolder. 
De polder is tegenwoordig grotendeels een bedrijventerrein, zie Plaspoelpolder.